# 約束の旅 (高野寛の曲)
「約束の旅」（やくそくのたび）は、高野寛の10枚目のシングル。1994年4月27日にEASTWORLDから発売された。

## 概要
- 丸井ギフトキャンペーンのCMソングとして使用された[2]。
- カップリングの「まさか僕らが（Acoustic Version）」は、アルバム『I（ai）』からのシングルカットである[3]。

## 収録曲
（全作詞・作曲・編曲：高野寛）
1. 約束の旅 [3:48]
2. まさか僕らが（Acoustic Version） [4:14]
3. 約束の旅（オリジナル・カラオケ） [3:49]

## 収録アルバム
| 曲名                             | 収録アルバム                                       | 発売日         | 規格品番     |
| -------------------------------- | -------------------------------------------------- | -------------- | ------------ |
| 約束の旅                         | 『Sorrow and Smile』                               | 1995年3月29日  | TOCT-8867    |
| まさか僕らが（Acoustic Version） | 『I（ai）』                                        | 1993年12月8日  | TOCT-8256    |
| まさか僕らが（Acoustic Version） | 『Spectra 〜30th All Time & Collaboration Best〜』 | 2018年10月10日 | UPCY-7545〜7 |